# Jełmuń
Jełmuń (deutsch Allmoyen) ist ein Dorf in der polnischen Woiwodschaft Ermland-Masuren. Es gehört zur Landgemeinde Sorkwity (deutsch Sorquitten) im Powiat Mrągowski (Kreis Sensburg).

## Geographische Lage
Das Dorf liegt am Südufer des Allmoyer Sees (polnisch Jezioro Jełmuń) inmitten der Woiwodschaft Ermland-Masuren, 15 Kilometer westlich der Kreisstadt Mrągowo (deutsch Sensburg).

## Geschichte

### Ortsgeschichte

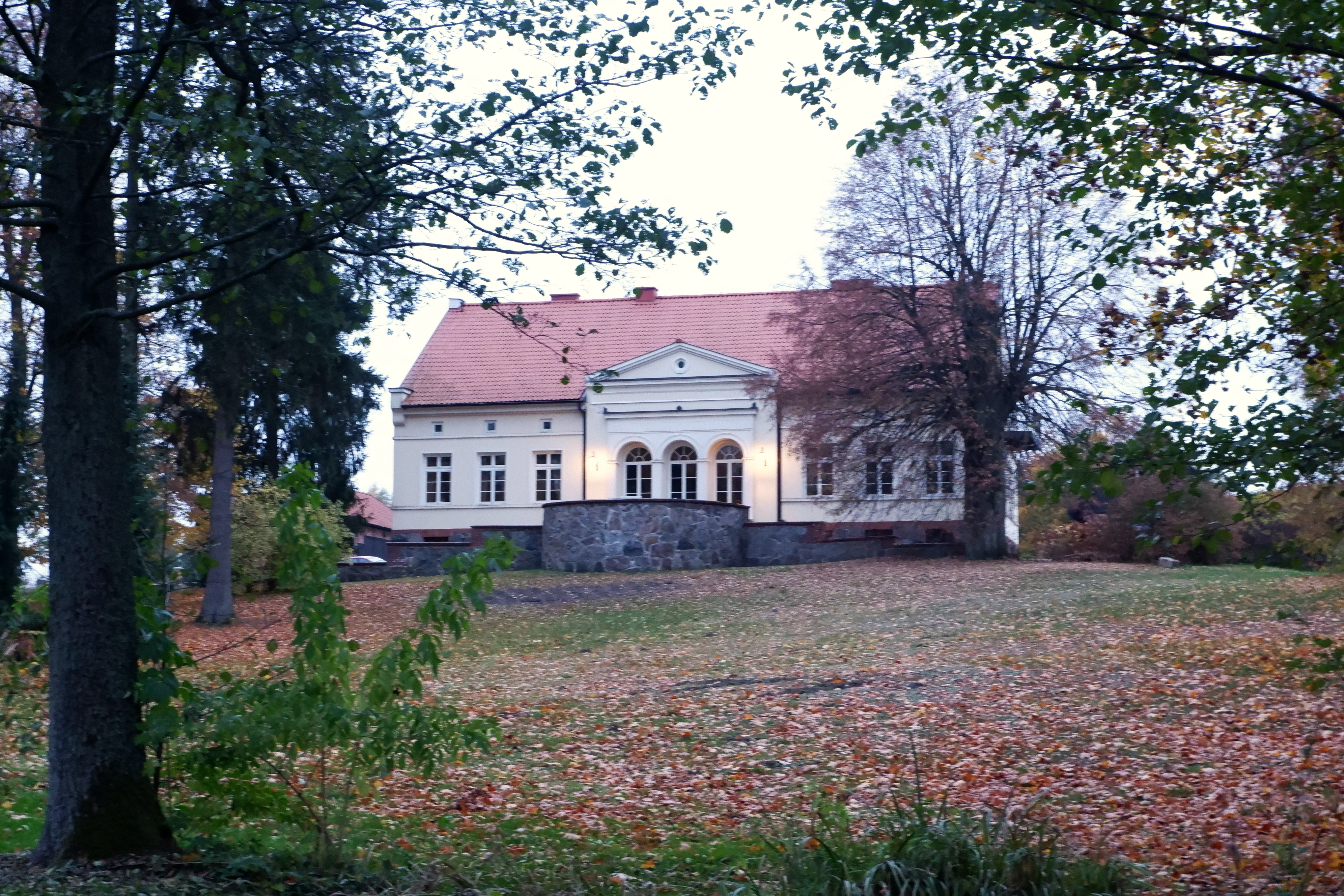
Gutshaus Allmoyen

Der vor 1785 Ilmonie, nach 1785 Almoyen genannte Ort bestand aus dem Dorf und einem Gut. Östlich des Dorfes befand sich in 750 Metern eine Windmühle, die dem Ort überregionale Bedeutung einbrachte. Im Jahre 1874 wurden die Landgemeinde und der Gutsbezirk Allmoyen in den neu errichteten Amtsbezirk Choszewen (polnisch Choszczewen) eingegliedert, der – 1936 in „Amtsbezirk Hohensee“ umbenannt – bis 1945 bestand und zum Kreis Sensburg im Regierungsbezirk Gumbinnen (ab 1905: Regierungsbezirk Allenstein) in der preußischen Provinz Ostpreußen des Deutschen Reichs gehörte. 
Aufgrund der Bestimmungen des Versailler Vertrags stimmte die Bevölkerung im Abstimmungsgebiet Allenstein, zu dem Allmoyen gehörte, am 11. Juli 1920 über die weitere staatliche Zugehörigkeit zu Ostpreußen (und damit zu Deutschland) oder den Anschluss an Polen ab. In Allmoyen (Dorf und Gut) stimmten 160 Einwohner für den Verbleib bei Ostpreußen, auf Polen entfielen keine Stimmen.
Am 30. September 1928 vergrößerte sich die Landgemeinde Allmoyen um die Gutsbezirke Allmoyen und Klein Kosarken (polnisch Kozarek Mały), die beide eingemeindet wurden. 
Gegen Ende des Zweiten Weltkriegs wurde Allmoyen 1945 von der Roten Armee besetzt. Nach Beendigung der Kampfhandlungen wurde Allmoyen zusammen mit der südlichen Hälfte Ostpreußens – militärische Sperrgebiete ausgenommen – seitens der sowjetischen Besatzungsmacht der Volksrepublik Polen zur Verwaltung überlassen. Es begann anschließend die Zuwanderung von Polen. Die einheimische Bevölkerung wurde von der polnischen Administration aus dem Kreisgebiet vertrieben. Allmoyen wurde unter der polnischen Namensform „Jełmuń“ verwaltet. 
Das Dorf ist heute Sitz eines Schulzenamtes (polnisch Sołectwo) und  eine Ortschaft im Verbund der Landgemeinde Sorkwity (Sorquitten) im Powiat Mrągowski (Sensburger Kreis), bis 1998 der Woiwodschaft Olsztyn, seither der Woiwodschaft Ermland-Masuren zugehörig.

### Einwohnerzahlen
| Jahr | Anzahl |
| ---- | ------ |
| 1818 | 95     |
| 1839 | 159    |
| 1871 | 232    |
| 1885 | 218    |
| 1898 | 220    |
| 1905 | 202    |
| 1910 | 223    |
| 1933 | 337    |
| 1939 | 309    |
| 2011 | 45     |

## Kirche
Bis 1945 war Allmoyen in die evangelische Kirche Sorquitten in der Kirchenprovinz Ostpreußen der Kirche der Altpreußischen Union als auch in die katholische Kirche Stanislewo (1931 bis 1945 Sternsee, polnisch Stanclewo) im damaligen Bistum Ermland eingepfarrt.
Die gleiche kirchliche Beziehung hat sich bis heute erhalten. Jełmuń gehört zur evangelischen Pfarrei Sorkwity, heute in der Diözese Masuren der Evangelisch-Augsburgischen Kirche in Polen gelegen, und auch zur katholischen Pfarrei Stanclewo, jetzt zum 1992 errichteten Erzbistum Ermland gehörig.

## Verkehr
Die Ortschaft liegt nördlich der polnischen Landesstraße 16 (einstige deutsche Reichsstraße 127) und ist über Borki Wielkie (Groß Borken) zu erreichen. Außerdem bestehen lokale Straßenverbindungen. Eine Anbindung an den Schienenverkehr besteht nicht.